# 青柳的故事
《青柳的故事》，是小泉八雲的短編集「怪談」的收錄作品。原本是日本的傳說。
是異類婚姻譚的一種，以柳樹的木靈幻化成人類美女的樣子，並隱瞞原本的真面目結婚而在之後識破，與「鶴女房（白鶴報恩）」和「葛葉」一樣類型相同主題的故事。

## 故事概要
在文明年間，有一個名叫友忠20歲左右的年輕武士，他是京都最具有權威的大名畠山義統的家臣，有一天友忠為他君主奉命前往他的好友大名細川政元那裡辦事，被主公獲准可以順道回家鄉探視他的娘親，但在他出發的第二天，冷颼颼的風讓他不停打顫，他看看到天快黑了，想找個可以落腳的地方，就在這時他來到一處三株柳樹的附近，看到那邊有一個稻草屋，友忠就往那個方向走去。
當他走進時，他發現屋裡有個老奶奶正要把窗戶拉開透氣，就在這時老奶奶發現在外打顫的友忠，她就招待他這個年輕武士過來這裡住。在屋內還有一位與老奶奶年紀相去不遠的老爺爺，另外還有一位長的貌美如花名叫青柳的姑娘。青柳是這對老夫婦的女兒，夫婦倆希望友忠娶青柳為妻，友忠也答應了，並在隔天友忠就帶著青柳一起回到京都去了。
由於武士結婚必須要他的主公答應才能算數，因此把青柳帶到京都後的友忠，為了不讓人發現她，友忠就把她給藏起來，但是終究還是被政元公的家臣發現，於是事情便傳到政元公的耳裡，青柳也被帶走了，讓他很不高興，但不久政元公把友忠找來，令友忠訝異的是，政元公不但沒有懲罰他，還肯代替好友義統公為他作媒，讓友忠得以和青柳結婚。
友忠和青柳過得很幸福，可是在結婚後，大約過了五年的某個早上，青柳突然說她要死了，並在死前告訴友忠說，事實上她和她的父母其實是柳樹的木靈，如果在實體的柳樹枯萎或被砍掉，她就會消失，友忠想要緊抓青柳，但是最後留在友忠手中的只剩下青柳的衣服和髮簪。
友忠因為失去了青柳，便看破紅塵，剃髮出家為僧，之後友忠周遊列國而再次來到初次見到青柳的地方，在那裡沒有當時讓他借宿一宿的稻草屋，只剩有三株柳樹的殘株，似乎是很久以前就被砍倒了，那些樹其中有兩株比較老的和一株比較年輕的，那即便是青柳和她父母的木靈的枯樹，友忠後來就為牠們立碑並把牠們給供養起來。

## 相關作品
- 三十三間堂棟木由來（さんじゅうさんげんどうむなぎのゆらい）寶曆10年（1760年）初演。若竹笛躬、中邑阿契合作。大幅增加柳樹傳說的故事的人形淨瑠璃・歌舞伎作品。

## 相關項目
- 德律阿斯